# Tirbanibulin
Tirbanibulin, vermarktet unter dem Markennamen Klisyri (Almirall), ist ein Arzneistoff zur Behandlung von aktinischer Keratose im Gesicht oder auf der Kopfhaut. Es wirkt als Mitosehemmer.

## Zulassung
Tirbanibulin wurde im Dezember 2020 in den Vereinigten Staaten für die medizinische Anwendung zugelassen. Es ist in diesem Anwendungsgebiet der erste Vertreter einer neuen Wirkstoffklasse (first in class). Im Juli 2021 folgte die Zulassung für die Europäische Union.
Tirbanibulin ist für die topische Behandlung von aktinischer Keratose im Gesicht oder auf der Kopfhaut angezeigt. Der Wirkung liegt ein dualer Mechanismus zugrunde, indem die Src-Kinase-Signalwege und die Tubulin-Polymerisation gehemmt werden.
Die Zulassung basiert auf den Ergebnissen von zwei klinischen Studien mit 702 Erwachsenen mit aktinischer Keratose im Gesicht oder auf der Kopfhaut. Die Studien wurden an 62 Standorten in den USA durchgeführt. Die Teilnehmer erhielten einmal täglich eine Behandlung mit Tirbanibulin oder eines Placebos an fünf aufeinanderfolgenden Tagen auf der einzigen vorher festgelegten Stelle, an der sie aktinische Keratose hatten. Der Nutzen von Tirbanibulin im Vergleich zum Placebo wurde nach 57 Tagen bewertet, indem der Prozentsatz der Teilnehmer verglichen wurde, die keine aktinische Keratose an der behandelten Stelle mehr hatten (100 % Clearance).

## Anwendung
Tirbanibulin kann bei Erwachsenen mit Feldkarzerisierung nicht-hyperkeratotischer, nicht-hypertropher aktinischer Keratosen (Olsen-Grad I) im Gesicht oder der Kopfhaut (zum Beispiel Glatze) angewendet werden, die zuvor vom Hautfett gereinigt wird. Da Tirbanibulin in die Zellteilung eingreift, sind bei der Behandlung Vorsichtsmaßnahmen empfohlen, um Kontakt mit Lippen, Mundhöhle, Nasenhöhle oder Gehörgang oder den Hautarealen anderer Personen oder Haustiere zu vermeiden.

## Nebenwirkungen
Zu den häufigsten Nebenwirkungen gehören lokale Hautreaktionen, Juckreiz an der Applikationsstelle und Schmerzen an der Applikationsstelle.